# Дивізіон Удджайн
Дивізіон Удджайн є адміністративною одиницею щтату Мадх'я Прадеш. Місто Удджайн є адміністративним центром дивізіону. Станом на 2010, дивізіон поділявся на такі округи: Девас, Мандсаур, Німач, Ратлам, Шаджапур, Удджайн.
23°07′ пн. ш. 75°28′ сх. д. / 23.11° пн. ш. 75.47° сх. д.

## Округи
| Округ    | Адмінцентр | Площа км² | Населення (Перепис: 2001) | Густота чол/км² |
| -------- | ---------- | --------- | ------------------------- | --------------- |
| Девас    | Девас      | 7.020     | 1.306.617                 | 186             |
| Мандсаур | Мандсаур   | 5.530     | 1.183.369                 | 214             |
| Німач    | Німач      | 4.267     | 725.457                   | 170             |
| Ратлам   | Ратлам     | 4.861     | 1.214.536                 | 250             |
| Шаджапур | Шаджапур   | 6.196     | 1.290.230                 | 208             |
| Удджайн  | Удджайн    | 6.091     | 1.709.885                 | 281             |
| Загалом  | .          | 33.965    | 7.430.094                 | 219             |

| Індія | Це незавершена стаття з географії Індії. Ви можете допомогти проєкту, виправивши або дописавши її. |